# Vito Taufer
Vito Taufer (8. ožujka 1959., Ljubljana), slovenski redatelj.

## Životopis
1985. godine diplomirao je studij režije na Akademiji za gledališče, radio, film in televizijo u Ljubljani. Od tada je režirao više od 100 dramskih predstava, nekoliko opera i film. Od 1989. je zaposlen kao kućni redatelj u Slovenskom mladinskom gledališču u Ljubljani. Surađivao je s brojnim teatrima diljem bivše države te je za svoj rad primio veliki broj međunarodnih priznanja. Kao mladog su ga proglašavali Malim princem jugoslavenskog teatra, dok je u svojim srednjim godinama i dalje održao status jednog od najzanimljivijih redatelja u regiji. U svoje predstave Taufer uvodi pop ikonografiju, tehniku paralelne dramaturgije i druge novitete s kojim je bitno označio kazališnu produkciju osamdesetih i devedesetih godina. 
Dobitnik je mnogobrojih nagrada i priznanja, nekoliko Borštnikovih nagrada, nekoliko Lovorovih vijenaca sarajevskog MESS-a, Sterijine nagrade, nagrade Marul Marulićevih dana, Prešernove nagrade, a brojne predstave su proglašene najboljima na raznim festivalima.
Otac je glumice Urške Taufer.

## Najvažnije režije dramskih predstava:
- 1982. Nigel Williams - Vito Taufer: Klasni neprijatelj, SMG Ljubljana
- 1983. Vito Taufer: Ja nisam ja, SMG Ljubljana
- 1986. Lewis Carroll - Vito Taufer: Alisa u zemlji čudesa, SMG Ljubljana
- 1988. Nikolaj Vasiljevič Gogolj: Revizor, HNK Ivana pl. Zajca, Rijeka
- 1990. Veno Taufer: Odisej i sin, ili Svijet i dom, ZKM, Zagreb
- 1991. Miroslav Krleža: Kraljevo, HNK Ivana pl. Zajca, Rijeka
- 1995. Eugene Ionesco: Ćelava pjevačica, PDG Nova Gorica
- 1996. Vito Taufer: Silence Silence Silence, SMG Ljubljana
- 1999. William Shakespeare - Andrej Rozman: San ljetne noći, SMG Ljubljana
- 1999. Samuel Beckett: Kraj igre, PDG Nova Gorica
- 2000.  Drrream, SMG Ljubljana
- 2002. Alfred Jarry: Ubu, SMG Ljubljana
- 2003. Samuel Beckett: U očekivanju Godota, PDG Nova Gorica
- 2005. Sofoklo: Kralj Edip, Gledališče Koper
- 2010. Anton Pavlovič Čehov: Platonov, SNG Ljubljana
- 2011. Miroslav Krleža: Gospoda Glembajevi, HNK Zagreb